# Episodi di Drunk History (seconda stagione)
La seconda stagione della serie televisiva Drunk History, composta da 10 episodi, è stata trasmessa negli Stati Uniti, da Comedy Central, dal 1º luglio al 2 settembre 2014.
In Italia la stagione è stata trasmessa dal 2 giugno al 21 luglio 2025 su Comedy Central.
| nº | Titolo originale | Titolo italiano  | Prima TV USA     | Prima TV Italia |
| -- | ---------------- | ---------------- | ---------------- | --------------- |
| 1  | Montgomery       | Montgomery       | 1° luglio 2014   | 2 giugno 2025   |
| 2  | New York City    | New York City    | 8 luglio 2014    | 9 giugno 2025   |
| 3  | American Music   | Musica americana | 15 luglio 2014   | 16 giugno 2025  |
| 4  | Baltimore        | Baltimore        | 22 luglio 2014   | 23 giugno 2025  |
| 5  | Charleston       | Charleston       | 29 luglio 2014   | 30 giugno 2025  |
| 6  | Hollywood        | Hollywood        | 5 agosto 2014    | 7 luglio 2025   |
| 7  | Hawaii           | Hawaii           | 12 agosto 2014   | 14 luglio 2025  |
| 8  | Philadelphia     | Philadelphia     | 19 agosto 2014   | 14 luglio 2025  |
| 9  | Sports Heroes    | Eroi dello sport | 26 agosto 2014   | 21 luglio 2025  |
| 10 | First Ladies     | First Ladies     | 2 settembre 2014 | 21 luglio 2025  |